# Apterona pectinata
Apterona pectinata är en fjärilsart som beskrevs av Pierre Chrétien 1922. Apterona pectinata ingår i släktet Apterona och familjen säckspinnare. Inga underarter finns listade i Catalogue of Life.